# 大学祝典序曲
『大学祝典序曲』（だいがくしゅくてんじょきょく ドイツ語: Akademische Festouvertüre）ハ短調 作品80は、ブラームスの2つある演奏会用序曲のうちの一つ。
にぎやかで陽気な本作は、悲壮感をたたえた『悲劇的序曲』作品81と好対照をなしている。ブラームス自身、この作品を「スッペ風のポプリ」と呼んでいた（ポプリとは、音楽用語では一種のメドレー形式のことを指す）。

## 作曲の背景
ブラームスは1879年にブレスラウ大学から名誉博士号を授与された。当初ブラームスは、公開用の祝典ファンファーレを毛嫌いしていたことがあり、ただ感謝状を書いただけで満足していた。しかしながら、推薦人のひとりであった指揮者のベルンハルト・ショルツから、そのような儀礼にはもっと盛大な感謝のしるしを示すものだと説得された。大学当局は、ひとえにブラームスが音楽作品を提出してくれることを望んでいたのである。
そこでブラームスは1880年の夏に訪れていた保養地バート・イシュルで、名誉博士号の返礼として本作を作曲した。同年の9月13日にクララ・シューマンとの連弾で同時期に作曲した『悲劇的序曲』と共に披露しているため、それまでにどちらも作曲を終えていたものと推測されている。
1880年12月6日にベルリンで『悲劇的序曲』とともに公開で試演された後、1881年1月4日に、ブレスラウ大学当局によって開かれた特別集会において、作曲者自身の指揮でブレスラウのオーケストラ協会によって初演された。

## 構成
Allegro - L'istesso tempo, un poco maestoso - Animato - Maestoso
全体としては引用された学友歌と自作主題とを有機的につなぎ合わせ、かなり自由ではあるがソナタ形式を基本として構成されている。演奏時間は約10分。
曲はまずAllegro、ハ短調 2/2拍子の第1主題（譜例1）で開始され、ヴァイオリンが歯切れの良いリズムで奏でる。これが確保され、全合奏でスタッカートを用いた経過句を出すと、ティンパニの連打に乗って学生歌"Wir hatten gebauet ein stattliches Haus"を引用する。これが力を増すとその頂点でL'istesso tempo, un poco maestosoとなり、第1主題が壮大に行進曲調で奏される。これが静まり、ヴァイオリンの柔らかな経過句を経て第2主題がホ長調で現れる。これも学生歌"Landesvater"である。コデッタはAnimato、ト長調 2/4拍子となりここでも学生歌 "Was kommt dort von der Höhe?"を引用する。これをしばらく扱ってクライマックスを築いてから短い展開部へ入る。第1主題、経過句、コデッタなどの要素を中心に扱い、やや変形された第1主題の再現へつながる。学生歌、第2主題も自由な形で次々と再現され、最後にコデッタが力強く姿を見せると祝典の歓喜は頂点に達してコーダに入る。コーダはMaestoso、ハ長調 3/4拍子、学生歌"Gaudeamus igitur"に基づくもので熱気を高めて、壮大に曲を締めくくる。
引用された学生歌は次の4曲である。
- 譜例2: "Wir hatten gebauet ein stattliches Haus"（『僕らは立派な学び舎を建てた』、民謡に基づく）
- 譜例3: "Landesvater"（『祖国の父』）
- 譜例4: "Was kommt dort von der Höh'?"（『あそこの山から来るのは何』、『狐乗りの歌』 (Beim Fuchsritt zu singen) とも）
- 譜例5: "Gaudeamus igitur"（『ガウデアムス』、ラテン語で「いざ楽しまん」）

ブラームスは毒舌やブラック・ユーモアで有名であり、「学生の酔いどれ歌のひどくがさつなメドレー」を作って『大学祝典序曲』と名づけ、自分の任務を果たしたのだと語っている。だが本作品には音楽技法的に評価される点が多く、洗練された構成や暖かな抒情性、躍動感やユーモアによって、今日でも標準的なレパートリーの一つである。学生歌から適切な旋律を選択し、洗練された対位法や主題労作の技法、緻密に構成された音色を用いて、創意ある洗練された構成へと仕上げている。
譜例1
お使いのブラウザーでは、音声再生がサポートされていません。音声ファイルをダウンロードをお試しください。
譜例2
お使いのブラウザーでは、音声再生がサポートされていません。音声ファイルをダウンロードをお試しください。
譜例3
お使いのブラウザーでは、音声再生がサポートされていません。音声ファイルをダウンロードをお試しください。
譜例4
お使いのブラウザーでは、音声再生がサポートされていません。音声ファイルをダウンロードをお試しください。
譜例5
お使いのブラウザーでは、音声再生がサポートされていません。音声ファイルをダウンロードをお試しください。
| 木管 | 木管                  | 金管 | 金管 | 打    | 打                                   | 弦   | 弦 |
| ---- | --------------------- | ---- | ---- | ----- | ------------------------------------ | ---- | -- |
| Fl.  | 2、ピッコロ           | Hr.  | 4    | Timp. | 1                                    | Vn.1 | ●  |
| Ob.  | 2                     | Trp. | 3    | 他    | バスドラム、トライアングル、シンバル | Vn.2 | ●  |
| Cl.  | 2                     | Trb. | 3    | 他    | バスドラム、トライアングル、シンバル | Va.  | ●  |
| Fg.  | 2、コントラファゴット | Tub. | 1    | 他    | バスドラム、トライアングル、シンバル | Vc.  | ●  |
| 他   |                       | 他   |      | 他    | バスドラム、トライアングル、シンバル | Cb.  | ●  |

ブラームスの作品では、おそらく楽器編成が最も大掛かりなものの一つである。

## その他

### 大学受験ラジオ講座のテーマ曲として
ト長調による第2主題が、ラジオたんぱや文化放送で放送された大学受験ラジオ講座のテーマ曲に使われたため、日本ではその部分がとりわけ有名になっている。ただし、演奏はホルン二重奏、ないし、それに弦楽が加わった、通常のオーケストラの演奏よりも緩やかなテンポのものである。
この「大学受験講座の音楽」という印象が強いため、NHKのコント番組『サラリーマンNEO』の「サラリーマン語講座」のオープニングや、さだまさしの「恋愛症候群 - その発病及び傾向と対策に関する一考察 -」（恋愛を講義風に語る内容の歌）のイントロなどに使用されている。

### ヒッティングマーチとして
この曲は、元阪神タイガースの選手である掛布雅之のヒッティングマーチにも使われていた。